# Piscivoravis lii
Piscivoravis lii — викопний вид птахів вимерлої родини Songlingornithidae ряду Yanornithiformes, що мешкав у ранньому крейдяному періоду (120 млн років тому). Його скам'янілості були знайдені в пластах формації Цзюфотан у провінції Ляонін, Китай. Описаний по майже повному скелеті нестатевозрілої особини. Також збереглися відбитки пір'я та м'яких тканин, а також кістки риби, якою, мабуть, живився птах. 
Вид описаний 2013 року командою китайських науковців Інституту палеонтології хребетних і палеоантропології Чжоу Шуанем, Чжоу Чжунхе та Цзінмай Кетлін О'Коннор.